# Tormod Kark
Tormod Kark (i Fagrskinna kaldes han Skofte Kark; født ca. 935; død ca. 995) var ifølge Snorres saga om Olav Tryggvason en af jarl Håkon Sigurdssons trælle. Han havde fået ham som "tandgave", dvs i forbindelse med, at han fik sin første tand.  Ifølge Fagrskinna var Kark jarlens "skosvend".

## Snorres version
Fra 970 til 995 regerede Håkon Jarl i Norge, støttet af den danske konge Harald Blåtand. Da Olav Tryggvason fik magten, blev Håkon Jarl jaget på flugt. Sammen med sin træl, Kark, flygtede han til en af sine friller ved navn Tora fra Rimol. Med Olav efter sig, måtte han finde et skjulested. Tora foreslog at de gemte sig i hendes svinesti, hvor Olav ikke ville finde på at lede. De gravede en grøft eller fordybning og dækkede den godt til, før jarlen og Kark lagde sig derned i skjul. På et tidspunkt kom Olav Tryggvason til gården, da han gættede, at det var der, Håkon opholdt sig. Han vidste, at Tora var en af jarlens bedste venner. Lige ved svinestien lå en sten, hvor Olav stillede sig op for at holde en tale. Han lovede en belønning til den, som dræbte Håkon Jarl. Dette hørte Håkon Jarl fra deres skjulested, og fornemmede, at Kark blev fristet. Han advarede Kark og sagde: "Vi to blev født i samme nat, og det bliver nok heller ikke længe mellem vores død." Mens Håkon Jarl sov, trak Kark alligevel sin kniv og dræbte sin herre. Han skar hovedet af ham og tog det med sig til Olav Tryggvason for at kræve belønningen. Det fik han ikke; han blev i stedet ført bort og halshugget.
Fortællingen har et klart budskab: Der er forskel på stormand og træl. For Olav var det vigtigt at få budskabet frem om, at Kark ikke fik den belønning, som en fri mand (måske) ville have fået. Det kan ses som en advarsel til trælle om risikoen ved at vende sig mod deres herrer. Dette havde også jarlen advaret Kark mod: Efter at trællen havde fortalt Håkon om en drøm, han havde, mens de lå i svinestien, om at han havde været i Lade og fået en guldring om halsen fra kongen, udtalte jarlen: "Da vil kongen lægge en blodrød ring om halsen på dig, hvis du træffer ham. Tag dig i agt for det. Men mig skal du nyde godt af som før, så svigt mig ikke."
Efter at Kark var blevet henrettet for drabet på jarlen, blev begge deres hoveder transporteret ud til Munkholmen (den gangen kaldt Nidarholm) i Trondheimsfjorden, hvor de blev sat på stager til spot og spe. Hæren kastede sten på de to "niddinger", før kroppene blev båret bort og brændt.

## Fagrskinnasversion
I Fagrskinna er historien fortalt noget anderledes og langt mere nøgternt. Efter slaget i Hjørungavåg i 986 blev Håkon Sigurdsson Ladejarl for enerådig for bønderne i Trøndelag. "Da gik der stærke ord om uvenskab mellem jarlen og hans folk. De bønder det gik ud over, ville ikke længere tåle sådanne tilstande, og en vinter efter jomsviking-slaget samlede de en hær mod Håkon Jarl og hans mænd. Der opholdt han sig i Gauldalen på en gård som hedder Romol, og der blev han dræbt af sin skosvend som hed Skofte Kark."
Fagrskinna nævner ingenting om at Olav Tryggvason var med under jagten på Håkon jarl, men "på den tid Håkon jarl blev dræbt, kom Olav fra vest og søgte nord i landet, og da han kom til Trøndelag, tog alle trønderne vel imod ham, og først de i Gauldal." De egenrådige trønderbønder trængte til en stærk og samlende høvding for at stå sammen i den kommende kamp mod jarlens mægtige sønner, så "da det er vanskelig at råde sådan at alle er fornøjede, gav de samtykke til tage Olav til konge, og det gjorde de på Øretinget."

## Tormod Kark i eftertiden
Fortællingen om Tormod Kark har været brugt af flere kunstnere i deres forskellige værker; Adam Gottlob Oehlenschläger i Nordiske Digte (1807), visegruppen Isenkram med sangen Soga om Kark, ("Så svigter du mig, så svigter vel kongen dig."  (tekst: Sæmund Fiskvik, 1974), Peder Wright Cappelen med teaterstykket Kark (1974) og Idar Lind med romanen Kark (2000). Desuden er Tormod Kark og Håkon Jarl tema i Korsvikaspillet og i operaen Thora paa Rimol fra 1894, der havde urpremiere i 2002. 
På Nidarosdomen er der en figur af Olav Tryggvason med Tormod Karks hoved liggende mellem benene.